# Cortyta polycyma
Cortyta polycyma är en fjärilsart som beskrevs av George Francis Hampson 1909. Cortyta polycyma ingår i släktet Cortyta och familjen nattflyn. Inga underarter finns listade i Catalogue of Life.